# یواس‌اس آتلانتا (۱۸۸۴)
یواس‌اس آتلانتا (۱۸۸۴) (به انگلیسی: USS Atlanta (1884)) یک کشتی بود که طول آن ۲۸۸ فوت ۶ اینچ (۸۷٫۹۳ متر) بود. این کشتی در سال ۱۸۸۴ ساخته شد.